# Hemicloea tenera
Espèce
Hemicloea tenera est une espèce d'araignées aranéomorphes de la famille des Trochanteriidae.

## Distribution
Cette espèce est endémique d'Australie. Elle se rencontre au Queensland et en Nouvelle-Galles du Sud.

## Publication originale
- L. Koch, 1876 : Die Arachniden Australiens. Nürnberg, vol. 1, p. 741-888 (texte intégral).